# Slovenský filmový ústav
Slovenský filmový ústav (SFÚ) je jedinou státní institucí na Slovensku, která se komplexně zabývá filmem a kinematografií. Soustřeďuje, uchovává, ochraňuje filmová a jiná audiovizuální díla a dokumentační materiály a zpřístupňuje je veřejnosti. Je správcem filmového archivu, který je ve smyslu zákona archivem zvláštního významu. Tvoří ho všechna, často unikátní filmová díla natočená na Slovensku. Tyto sbírky jsou významnou složkou kulturního dědictví a jsou státem chráněným národním majetkem. SFÚ vykonává také práva výrobce k slovenským filmům vyrobeným organizacemi ve výlučné působnosti státu a obchodní činností tato práva zhodnocuje.

## Historie
Slovenský filmový ústav byl založen 1. dubna 1963 v Bratislavě. Jeho součástí se stal filmový archiv tehdejší Ústřední půjčovny filmů, který založil v roce 1958 Ivan Rumanovský. Po obnovení činnosti Československého filmového ústavu v Praze byl ještě v roce 1963 SFÚ ustanoven jeho pobočkou a krátce na to byl během Kongresu Mezinárodní federace filmových archivů (FIAF) odsouhlasila statut společného archivu ČSFÚ Praha a SFÚ Bratislava. Samostatnou institucí se SFÚ stal v roce 1991, samostatným členem FIAF až v roce 2001. Prvním z dosavadních ředitelů instituce byl Ján Komiňár, který tuto funkci zastával nejdéle. V pozdějších obdobích se na postu ředitele vystřídalo přes 20 jeho následovníků; současným generálním ředitelem je Petr Dubecký. Z prvního sídla v prostorách Filmového klubu na Rybném náměstí se v roce 1968 SFÚ přestěhoval na Grosslingovu ulici, kde sídlí dodnes. Od roku 1968 archivuje kromě domácí produkce i vybraná zahraniční filmová díla a od roku 1969 iniciuje široký okruh činností v oblasti výzkumu dějin slovenské kinematografie.

## Členství v dalších organizacích
Od roku 2001 je SFÚ členem Mezinárodní federace filmových archivů (FIAF), od roku 2006 je členem mezinárodní organizace European Film Promotion (EFP), v zaměření zejména na prezentaci audiovizuální kultury a průmyslu Slovenska. Dále je SFÚ členem Slovenské asociace knihoven (SAK), Slovenské asociace producentů v audiovizi (SAPA) a prostřednictvím kanceláře MEDIA Desk i sítě European Documentary Network (EDN).

## Organizační struktura

### Národní filmový archiv
Národní filmový archiv tvoří především tři oddělení: Oddělení filmového archivu, Oddělení dokumentace a knihovnických služeb a Oddělení mediatéky.

#### Oddělení filmového archivu
Oddělení filmového archivu spravuje fond, který tvoří téměř 80 000 kotoučů filmové suroviny. Z toho archivní zahraniční sbírky představují cca jednu třetinu, zbytek tvoří sbírkové fondy filmových materiálů ke slovenskými filmům. Ve sbírkách k slovenskými filmům to nejsou pouze tituly na 16mm a 35mm kinofilmů, ale také různé druhy zabezpečovacích a rozmnožovacích materiálů – negativ obrazu, negativ zvuku, duplikát negativu a pozitivu, magnetické zvukové pásy (ruchy, šumy, hudba) a nejnověji i intermediáty negativů a pozitivů. V případě filmových materiálů k zahraničním filmům archivuje FA několik tisíc 35 mm kopií filmových titulů, mezi nimiž se nacházejí i díla mnoha významných světových režisérů. Tímto fondem FA pokrývá vzdělávání studentů na školách s filmovým a uměleckovědním zaměřením. Kromě sbírkových fondů na filmových materiálech tvoří fondy FA i různé druhy video nosičů – HDCam SR 4: 4: 4, HDD, DCP, Digital Betacam, Betacam SP, DVD, SVCD, CD-R, MiniDV, DV-cam, DAT a VHS.

#### Oddělení dokumentace a knihovních služeb
Oddělení dokumentace a knihovních služeb soustřeďuje, zpracovává a zpřístupňuje listinné, grafické, fotografické a jiné sbírkové předměty, knihovní dokumenty – odbornou filmovou literaturu, periodické publikace, scénáře audiovizuálních děl, tištěné nebo elektronické katalogy a multimediální díla související s filmovým uměním. Kromě toho provádí akviziční a dokumentační činnost, sleduje tiskové výstupy a tvoří z nich bibliografické soupisy. Zároveň je odborným garantem naplňování databází informačního systému SK CINEMA.

##### Knihovna
Knihovna SFÚ je organizačně začleněna do oddělení dokumentace a knihovních služeb Národního filmového archivu SFÚ, je jedinou specializovanou knihovnou filmologické literatury na Slovensku. Její fond tvoří knihy, scénáře, periodika, zvukové dokumenty a elektronické dokumenty. Soustřeďuje se na získávání domácích i zahraničních publikací s obsahovým zaměřením na oblast slovenské kinematografie a audiovize. Své služby poskytuje registrovaným uživatelům oddělení dokumentace a knihovnických služeb v souladu s knihovním a výpůjčním řádem SFU. Mezi základní funkce knihovny patří výpůjční služby v prostorách studovny knihovny i mimo ně, a to v případě knih s výjimkou encyklopedií, slovníků či obrazových publikací. Výpůjční doba je jeden kalendářní měsíc a současně je možné zapůjčit si nejvýše 5 knih. Pro orientaci ve fondech knihovny SFÚ jsou k dispozici tradiční lístkové katalogy (jmenný katalog periodik, jmenný a systematický katalog knih, jmenný a názvový katalog scénářů a jiné). Katalog knihovny v elektronické podobě je v současnosti připravován v rámci projektu SK CINEMA. Pro vyhledávání informací o článcích z časopisů a novin jsou v prostorách knihovny k dispozici i různé bibliografické zdroje vytvářené v rámci SFÚ. Ty od roku 2000 obsahují i bibliografické záznamy o článcích z periodik v elektronické podobě, především o textech souvisejících se slovenskou kinematografií a audiovizi.

##### Dokumentace
Dokumentace SFÚ je organizačně začleněna do oddělení dokumentace a knihovních služeb Národního filmového archivu SFÚ. Dokumentační sbírky, které se skládají z tzv. dokumentačních složek, obsahují textové materiály k jednotlivým slovenským a zahraničním kinematografickým a jiným audiovizuálním dílům, filmovým osobnostem, výrobcům zvukově obrazových záznamů a jiným filmovým organizacím, filmovým festivalům, přehlídkám a dalším veřejným událostem, souvisejícím s audiovizuálním dědictvím a kinematografickou kulturou na Slovensku. Součástí dokumentačních složek mohou být výrobní listy, distribuční listy, tiskové zprávy, výstřižky z novin a časopisů, textové propagační materiály, cizojazyčné materiály, montážní listiny, dialogové listiny, festivalové katalogy a další informační materiály, vážící se k historii a současnosti filmového dění na Slovensku i v zahraničí. Dokumentace poskytuje své služby registrovaným uživatelům oddělení dokumentace a knihovnických služeb v souladu s Řádem pro zpřístupňování filmových kopií audiovizuálních děl a zvukově obrazových záznamů, archivních dokumentů a sbírkových předmětů a s tím spojených služeb Národního filmového archivu. Mezi základní služby dokumentace patří prezenční výpůjční služby, tj. půjčování dokumentačních složek ke studiu v prostorách knihovny SFÚ.

##### Archiv institucí a osobností
Archiv fondů a sbírek filmových institucí a osobností SFÚ, jako jedna ze složek oddělení dokumentace a knihovních služeb Národního filmového archivu SFÚ, spravuje především archivní fondy filmových institucí a osobností filmového života. Obsahem jednotlivých fondů a sbírek jsou písemné archiválie – písemnosti úředního charakteru, podniková agenda, rukopisy, korespondence, osobní dokumenty, ale mohou obsahovat i fotografie, výtvarná díla, hudební partitury, architektonické návrhy a jiné typy materiálů. Zpracované fondy jsou zpřístupňovány pro badatele, po předchozí domluvě v souladu s Řádem pro zpřístupňování filmových kopií audiovizuálních děl a zvukově obrazových záznamů, archivních dokumentů a sbírkových předmětů, a s tím spojených služeb Národního filmového archivu archivního řádem, a badatelským řádem Národního filmového archivu Slovenského filmového ústavu.

##### Archiv plakátů a letáků
Archiv plakátů a letáků SFÚ je součástí oddělení dokumentace a knihovních služeb Národního filmového archivu SFU. Základem jeho sbírek jsou především plakáty a letáky (drobné reklamní tisky) ke slovenskými filmům, zahraničním filmům distribuovaným na území Slovenska a k filmovým akcím (festivalům, přehlídkám apod.) Váží se ke slovenské kinematografii. Plakáty a letáky zařazené do archivních sbírek se z důvodu jejich ochrany nepůjčují a mohou opustit archiv pouze ve výjimečných a odůvodněných případech. Slovenské filmové plakáty jsou však veřejnosti zpřístupňovány prostřednictvím výstav. Plakáty a letáky, z nichž jsou vyhotoveny digitální rozmnoženiny, je možné zpřístupnit pro studijní účely v prostorách studovny knihovny SFÚ. Další služby archivu plakátů a letáků jsou veřejnosti poskytovány v souladu s Řádem pro zpřístupňování filmových kopií audiovizuálních děl a zvukově obrazových záznamů, archivních dokumentů a sbírkových předmětů, a s tím spojených služeb Národního filmového archivu.

##### Fotoarchiv
Fotoarchiv SFÚ je organizačně začleněn do oddělení dokumentace a knihovních služeb Národního filmového archivu SFÚ. Obsahuje fotografické materiály (fotografie, fotonegativy, diapozitivy, fotoalba, pohlednice), související především s výrobou slovenských filmů (pracovní záběry, fotografie z filmů) a jejich propagací (distribuční fotografie). Ve sbírkách se nacházejí i fotografické materiály, související se zahraničními filmy, slovenskými a zahraničními filmovými osobnostmi, jakož i filmovými akcemi. Fotografické materiály zařazené do archivních sbírek se z důvodu jejich ochrany nepůjčují a mohou opustit archiv pouze v odůvodněných případech. Fotografické materiály jsou zpřístupňovány prostřednictvím digitálních rozmnoženin a to na základě písemné objednávky. Tyto a další služby fotoarchivu SFÚ jsou veřejnosti poskytovány v souladu s Řádem pro zpřístupňování filmových kopií audiovizuálních děl a zvukově obrazových záznamů, archivních dokumentů a sbírkových předmětů a s tím spojených služeb Národního filmového archivu.

#### Oddělení mediatéky
Mediatéka SFÚ ve svém fondu soustřeďuje audiovizuální díla na DVD, VHS a Blu-ray nosičích. Fond je rozčleněn na slovenské a zahraniční sbírky a slouží výhradně pro studijní účely. Výjimku tvoří díla, ke kterým SFÚ vykonává práva výrobce a jejichž kopie lze pro nekomerční účely a za příslušný poplatek poskytovat i laické veřejnosti. Mediatéka zpřístupňuje odborné veřejnosti i audiovizuální díla získané na základě Zákona o povinných výtiscích a díla podpořená Ministerstvem kultury SR. Spolupracuje při tom s distribučními společnostmi, producenty a vydavateli nosičů DVD a Blu-ray. Mediatéka archivuje i DVD a VHS nosiče vydávané Filmovým ústavem. Zájemcům o slovenské filmy, ke kterým práva vykonává SFÚ a nebyly dosud vydány na DVD, zajišťuje jejich přepis na DVD podle podmínek uvedených v půjčovním řádu NFA SFU. Součástí Mediatéky je i projekční místnost pro dvě osoby určená k projekci nosičů, které není možné zapůjčit pro použití mimo prostory SFÚ. Podmínkou takové projekce je doložení jejího studijního účelu a platný průkaz do knihovny SFÚ.

### Národní kinematografické centrum
Národní kinematografické centrum tvoří oddělení filmových akcí, ediční oddělení a Audiovizuální informační centrum (AIC). Soustřeďuje a poskytuje komplexní informace a služby související se slovenskou kinematografií, prezentaci slovenských filmů v domácím prostředí i v zahraničí, podporu akcí se zahraničním filmem na Slovensku, jakož i vydávání obecných a odborných filmologických publikací v rámci ediční činnosti SFÚ.

#### Oddělení filmových akcí
Oddělení filmových akcí spolupořádá přehlídky slovenských filmů v rámci filmových akcí na Slovensku a v zahraničí, je komunikačním partnerem pro organizátory filmových festivalů a přehlídek, se zájmem o uvedení slovenské filmové produkce.
Na Slovensku je SFÚ tradičním partnerem a spoluorganizátorem akcí jako MFF Febiofest a Projekt 100, tradičně široká je jeho spolupráce s MFF Art Film Fest, MFF Bratislava, a mnoha dalšími mezinárodními filmovými festivaly.
V zahraničí se SFÚ soustřeďuje na významné mezinárodní filmové festivaly a usiluje o rozšíření prezentace slovenských filmů do co největšího počtu zemí a regionů. Pravidelně se kromě jiných účastní Berlínského mezinárodního filmového festivalu (Berlinale), MFF Cannes, MFF Benátky, MFF Karlovy Vary, MFF Locarno, MFF Rotterdam, MFF Varšava, MFF San Sebastian, MFDF a MFF Thessaloniki. Z mezinárodních filmových trhů a koprodukčních fór jsou to pak např.: European Film Market Berlín, Německo; Marché du Film Cannes, Francie; CentEast Varšava, Polsko; Sofia Meetings, Bulharsko; Connecting Cottbus, Německo; Agora Film Market, Thessaloniki (Soluň), Řecko; Baltic Event, Tallinn, Estonsko; East European Forum, Praha, Česko, a další.

#### Ediční oddělení
Ediční oddělení se zaměřuje na činnosti spojené s vydáváním odborné literatury, DVD nosičů se slovenskými filmy, filmových časopisů Film.sk a Kino-Ikon a v neposlední řadě různých propagačních materiálů zaměřených na prezentaci vlastních aktivit instituce, jakož i slovenské kinematografie a audiovizuálního prostředí.

#### Audiovizuální informační centrum
Audiovizuální informační centrum vytváří kontakty se zahraničními institucemi a poskytuje jim přístup k relevantním informacím z oblasti slovenského kinematografického a audiovizuálního prostředí, shromažďuje, zpracovává a distribuuje informace, které jsou určeny odborníkům z oblasti slovenské kinematografie/audiovize v domácím i zahraničním prostředí.

## Externí provozy

### Kino Lumière
Bývalé Charlie centrum, dnes už Kino Lumière, bylo otevřeno 5. září 2011. Na Špitálské ul. 4 byl spuštěn provoz ve dvou kinosálech v přízemí, denně se v kině promítají čtyři filmy. Před začátkem užívání oba kinosály prošly úpravou: vyměněna byla promítací plátna, instalována moderní technologická zařízení, zvuk byl zkvalitněn na Dolby Stereo. Ve svém programu nabízí Kino Lumière divákům alternativní domácí, světovou a evropskou tvorbu.

### Klapka.sk
Prodejna Slovenského filmového ústavu nabízí jak publikace a DVD vydané Slovenský filmovým ústavem, tak i různé jiné publikace a DVD týkající se slovenské audiovize a filmové teorie. Prodejna sídlí na Grosslingově ulici, a nabízí také možnost online nákupu.

## Publikační činnost

### Film.sk
Film.sk je internetový měsíčník o filmovém dění na Slovensku.

### Publikace
Slovenský filmový ústav se rovněž věnuje publikování knih ve slovenském a anglickém jazyce.

### DVD
Slovenský filmový ústav se věnuje vydávání DVD a kolekcí DVD slovenských archivních filmů.

## Ředitelé Slovenského filmového ústavu
| Rok         | Ředitel          |
| ----------- | ---------------- |
| 1963 – 1970 | Ján Komiňár      |
| 1971 – 1973 | Arnold J. Fraňo  |
| 1973        | Štefan Sedlák    |
| 1973 – 1974 | Jozef Majchrák   |
| 1974        | Štefan Šmátrala  |
| 1974 – 1977 | Štefan Sedlák    |
| 1977 – 1980 | Štefan Šmátrala  |
| 1980 – 1981 | Jozef Veľký      |
| 1981 – 1983 | Ján Slovinec     |
| 1983 – 1984 | Jozef Veľký      |
| 1985 – 1989 | Svetozár Švehlák |
| 1989 – 1990 | Igor Ličko       |
| 1990        | Štefan Vraštiak  |
| 1991 – 1993 | Martin Šmatlák   |
| 1993 – 1995 | Emil Lehuta      |
| 1995 – 1996 | Štefan Vraštiak  |
| 1996        | Vladimír Ondruš  |
| 1996 – 1997 | Eduard Klenovský |
| 1997        | Pavol Janík      |
| 1997 – 1998 | Marián Kováčik   |
| 1999 –      | Peter Dubecký    |